# Breviceps macrops
Espèce
Statut de conservation UICN

 NT B1ab(iii)+2ab(iii) : Quasi menacé
Breviceps macrops est une espèce d'amphibiens de la famille des Brevicipitidae.

## Répartition
Cette espèce est endémique de la côte du Namaqualand. Elle se rencontre jusqu'à 10 km du littoral de Kleinsee en Afrique du Sud à  Lüderitz en Namibie.

## Description
L'holotype de Breviceps macrops mesure 48 mm. Cette espèce a la face dorsale d'une couleur sable pâle avec des points brun foncé ou des marbrures. Sa tête est ornée d'une large bande de forme angulaire ou incurvée reliant les deux paupières à l'arrière de la tête et une fine raie sur son front. Sa face ventrale est blanche. Elle émet un croassement semblable au son émis par un jouet en plastique.

## Étymologie
Son nom d'espèce, du grec ancien μακρός, makrós, « grand », et ὄψ, óps, « œil », lui a été donné en référence à ses très grands yeux, d'un diamètre d'environ 6 à 8 mm soit 12 à 15 % de la longueur du corps.

## Publication originale
- Boulenger, 1907 : Description of a new Engystomatid Frog of the Genus Breviceps from Namaqualand. Annals and Magazine of Natural History, ser. 7, vol. 20, p. 47-49 (texte intégral).